# Condado de Habersham
O Condado de Habersham é um dos 159 condados do Estado americano de Geórgia. A sede do condado é Clarkesville, e sua maior cidade é Clarkesville. O condado possui uma área de 723 km², uma população de 35 902 habitantes, e uma densidade populacional de 50 hab/km² (segundo o censo nacional de 2000). O condado foi fundado em 15 de dezembro de 1818.